# Elena María Tejeiro
María Elena Mellado del Hoyo, conocida artísticamente como Elena María Tejeiro (Murcia, 25 de octubre de 1939) es una actriz española.

## Biografía
Mecanógrafa de profesión, estudió interpretación en la Escuela de Arte Dramático y en 1958 debuta ante las cámaras de Televisión española, siendo por tanto una de las actrices pioneras del medio en España. Interviene en la serie Palma y Don Jaime (1960), junto a José Luis López Vázquez y un año después realiza su primera interpretación cinematográfica a las órdenes de Fernando Fernán Gómez en La vida alrededor.
A lo largo de la década de los sesenta, compagina teatro, cine y televisión. Sobre las tablas actúa en Los años de bachillerato (1960), de José André Lecour o Las mariposas son libres (1970), de Leonard Gershe.
En mayo del año 1965 contrajo matrimonio en la iglesia de los Dominicos de Alcobendas con el director cinematográfico Antoni Ribas, matrimonio que fue anulado en el invierno de 1975.
En la pantalla grande rueda, entre otras, Un tipo de sangre (1960) de León Klimovsky, Un rayo de luz (1960) de Luis Lucia, Alegre juventud (1962) de Mariano Ozores, Gritos en la noche (1962) de Jesús Franco, La verbena de la Paloma (1963) de José Luis Sáenz de Heredia, El arte de vivir (1965) de Julio Diamante, La familia y uno más (1965) de Fernando Palacios, Lola, espejo oscuro (1966) y Amor a la española (1967), ambas de Fernando Merino, y Españolas en París (1970) de Roberto Bodegas.
Para televisión interviene en las series de Jaime de Armiñán Mujeres solas (1960-1961), Chicas en la ciudad (1961), Confidencias (1964-1965) y protagoniza Cristina y los hombres (1969), con guiones de Noel Clarasó así como en algunas de las adaptaciones del espacio Novela.
Tras su matrimonio, en 1965, con el director catalán Antoni Ribas —a cuyas órdenes interpreta Las salvajes en Puente San Gil (1966) y Medias y calcetines (1969)—, reduce su actividad artística. Entrada la década de los setenta, limita sus apariciones a la pequeña pantalla, y de nuevo se convierte en protagonista de una serie: Pili, secretaria ideal (1975), de Enrique Martí Maqueda, junto a José María Prada.
Con posterioridad, únicamente participaría en las películas La colmena (1982), de Mario Camus y Redondela (1987), de Pedro Costa y, finalmente en teatro, encabezando el elenco del reestreno de Maribel y la extraña familia (1978) y el estreno de Un hombre y dos retratos (1981) en teatro Beatriz de Madrid.

## Filmografía
- 1959 La vida alrededor, de Fernando Fernán Gómez
- 1960 Un tipo de sangre, de León Klimovsky
- 1961 Armas contra la ley, de Ricardo Blasco
- 1961 Historia de un hombre, de Clemente Pamplona
- 1961 Kilómetro 12, de Clemente Pamplona
- 1961 Usted puede ser un asesino, de José María Forqué
- 1961 Y el cuerpo sigue aguantando, de León Klimovsky
- 1962 Bochorno, de Juan de Orduña
- 1962 Gritos en la nochje, de Jesús Franco
- 1962 Horizontes de luz , de León Klimovsky
- 1962 Tierra de todos, de Antonio Isasi-Isasmendi
- 1963 Alegre juventud, de Mariano Ozores
- 1964 Escala en Tenerife, de León Klimovsky
- 1965 El arte de vivir, de Julio Diamante
- 1965 La muerte se llama Miriam, de Eugenio Martín
- 1965 La familia y uno más, de Fernando Palacios
- 1966 Las salvajes en Puente San Gil, de Antoni Ribas
- 1966 Lola, espejo oscuro, de Fernando Merino - José Luis Sáenz de Heredia
- 1967 Amor a la española, de Fernando Merino
- 1969 De picos pardos a la ciudad, de Ignacio F. Iquino
- 1969 Medias y calcetines, de Antoni Ribas
- 1970 Hembra, de César Fernández Ardavín
- 1970 Pierna creciente, falda menguante, de Javier Aguirre
- 1970 Sin un adiós, de Vicente Escrivá
- 1971 Españolas en París, de Roberto Bodegas
- 1987 Redondela, de Pedro Costa

## Trayectoria en Televisión
- Series
  - 1959 Palma y don Jaime, de Alfredo Castellón
  - 1960 Mujeres solas, de Jaime de Armiñán
  - 1961 Chicas en la ciudad, de Vicente Llosa
  - 1963 Confidencias, de Jaime de Armiñán
  - 1967 Las doce caras de Juan, de Pedro Amalio López
  - 1969 Cristina y los hombres, de Esteve Durán
  - 1971 A través de la niebla, de Alberto González Vergel
  - 1971 Aguas primaverales, de Jaime Azpilicueta
  - 1971 Las doce caras de Eva, de Jesús Yagüe
  - 1975 Pili, secretaria ideal, de Enrique Martín Maqueda
- Estudio 1 
  - Tovarich (18 de diciembre de 1970)
  - El sexo débil ha hecho gimnasia (2 de mayo de 1979)
- La voz humana
  - 1987 Avecilla, de Eugenio García Toledano

## Premios
Medallas del Círculo de Escritores Cinematográficos
| Año  | Categoría               | Película           | Resultado |
| ---- | ----------------------- | ------------------ | --------- |
| 1971 | Mejor actriz de reparto | Españolas en París | Ganadora  |

- Premio del Sindicato Nacional del Espectáculo (1965), por Lola, espejo oscuro.

- Premio Ondas (1965). Nacionales de televisión: Mejor actriz.